# Приветствие Солнцу
«Приветствие Солнцу» (хорв. Pozdrav Suncu) — светодиодная световая инсталляция архитектора Николы Башича на набережной хорватского города Задар. «Приветствие Солнцу» посредством световых эффектов подстраивается под игру рядом расположенного «Морского орга́на» — предыдущей инсталляции автора.

## Расположение
Памятник расположен у входа в порт хорватского города Задар на западной оконечности Задарского полуострова, с которого открывается вид на Задарский канал, острова и вечерний закат.

## Дизайн

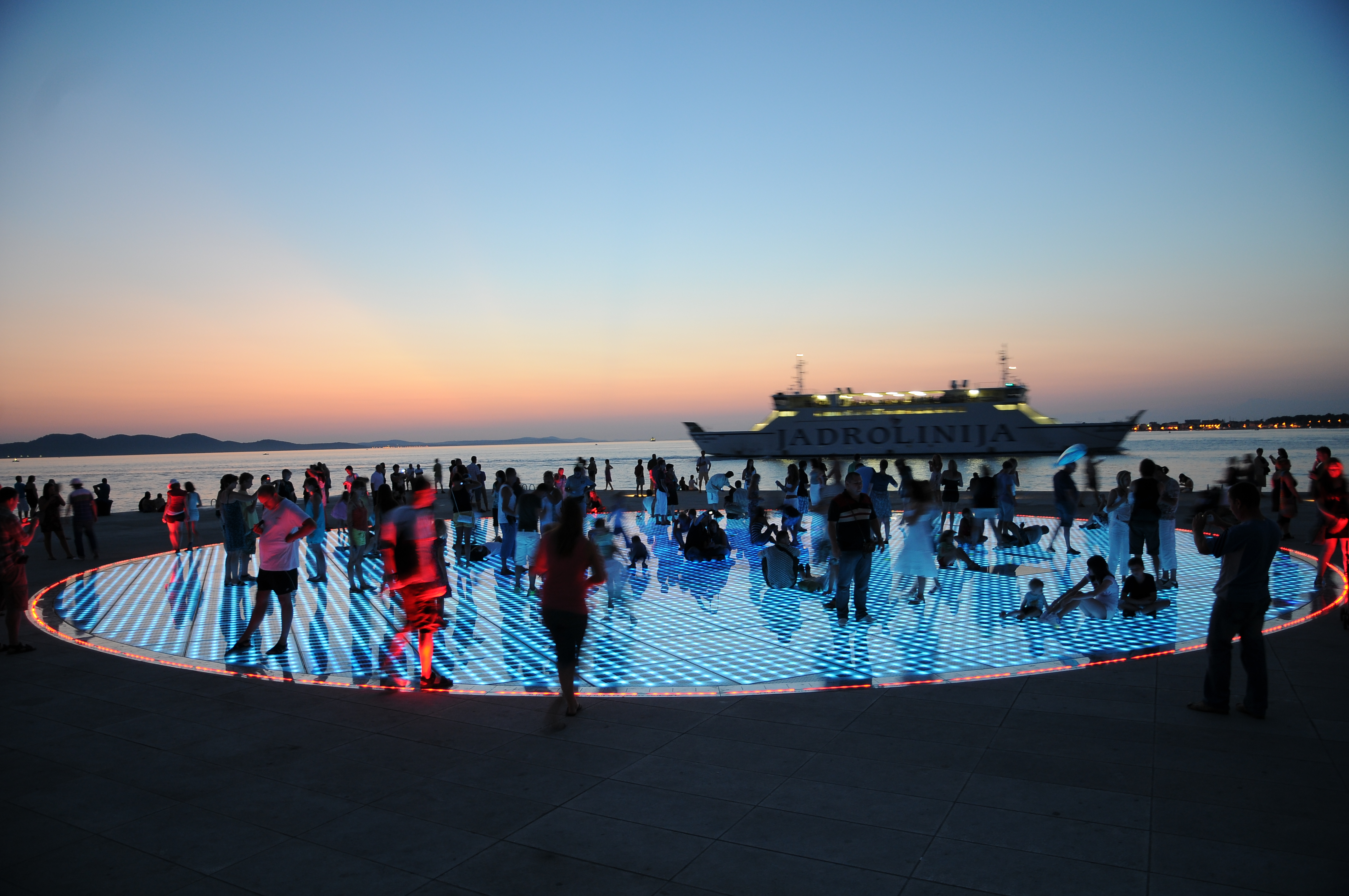
Инсталляция ночью

Памятник состоит из трёхсот многослойных стеклянных пластин, расположенных на одном уровне с вымощенной камнем набережной и представляет собой круг диаметром 22 метра с фотоэлектрическими солнечными элементами под ним. Рядом с основной (Солнечной) инсталляцией находятся аналогичные, меньшие по размеру инсталляции, представляющие планеты Солнечной системы. Размеры Солнца и планет пропорциональны, так же как и расстояние от центра каждой пластины. Находящиеся под стеклом солнечные элементы, накапливая энергию в течение дня, включаются ночью и создают световое шоу.
На хромированном кольце, которое окружает фотоэлектрические элементы, начертаны имена всех святых, в честь которых названы церкви на Задарском полуострове. Рядом с их именами и датами их праздников указаны склонение и высота Солнца к северу или югу от экватора, длина солнечного дня в этот день в этом месте набережной. Это было подготовлено в сотрудничестве с ученым-маринистом профессором Максимом Клариным из Морской школы Задара.

## Стоимость
Стоимость сооружения инсталляции составила составила 8 миллионов кун (около 1,3 миллиона евро), а с учётом благоустройства близлежащей территории — 50 миллионов кун (около 7 миллионов евро). Техническое обслуживание, направленное на устранение последствий воздействия солнечного света, влаги и морской соли, за период с 2008 по 2013 годы составило порядка 700 тысяч кун. В марте 2019 года был завершён масштабный проект реконструкции и модернизации стоимостью 4 миллиона кун.

## Вандализм

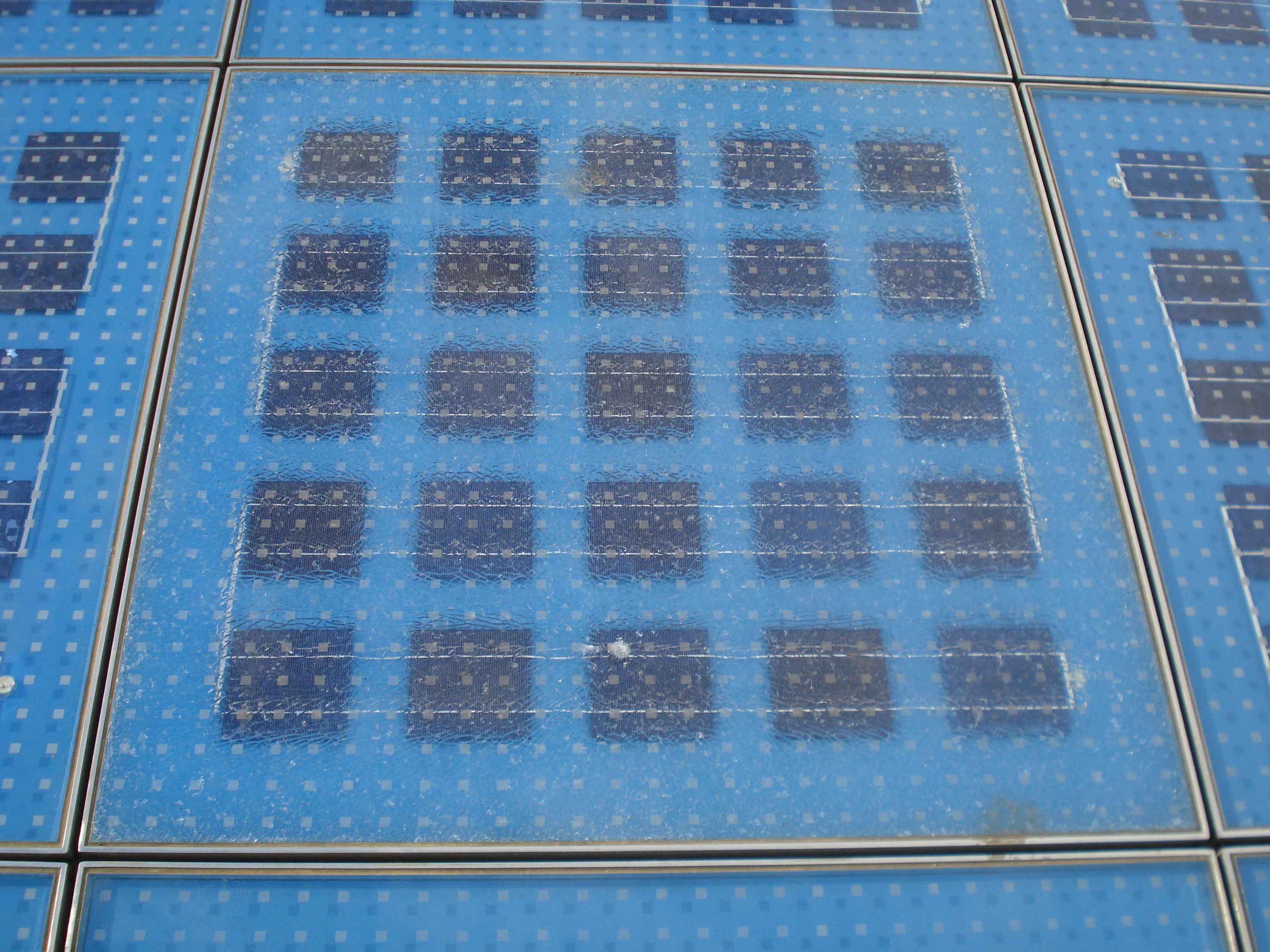
Повреждённые солнечные панели

Инсталляция не раз становилась объектом вандализма. Так, в июне 2009 года неопознанным человеком были разбиты четыре солнечных панели, а в ночь на 8 августа — ещё две. В мае 2019 года молодой человек разбил несколько модулей молотком, причинив ущерб на сумму свыше 90 тысяч евро.

## Галерея

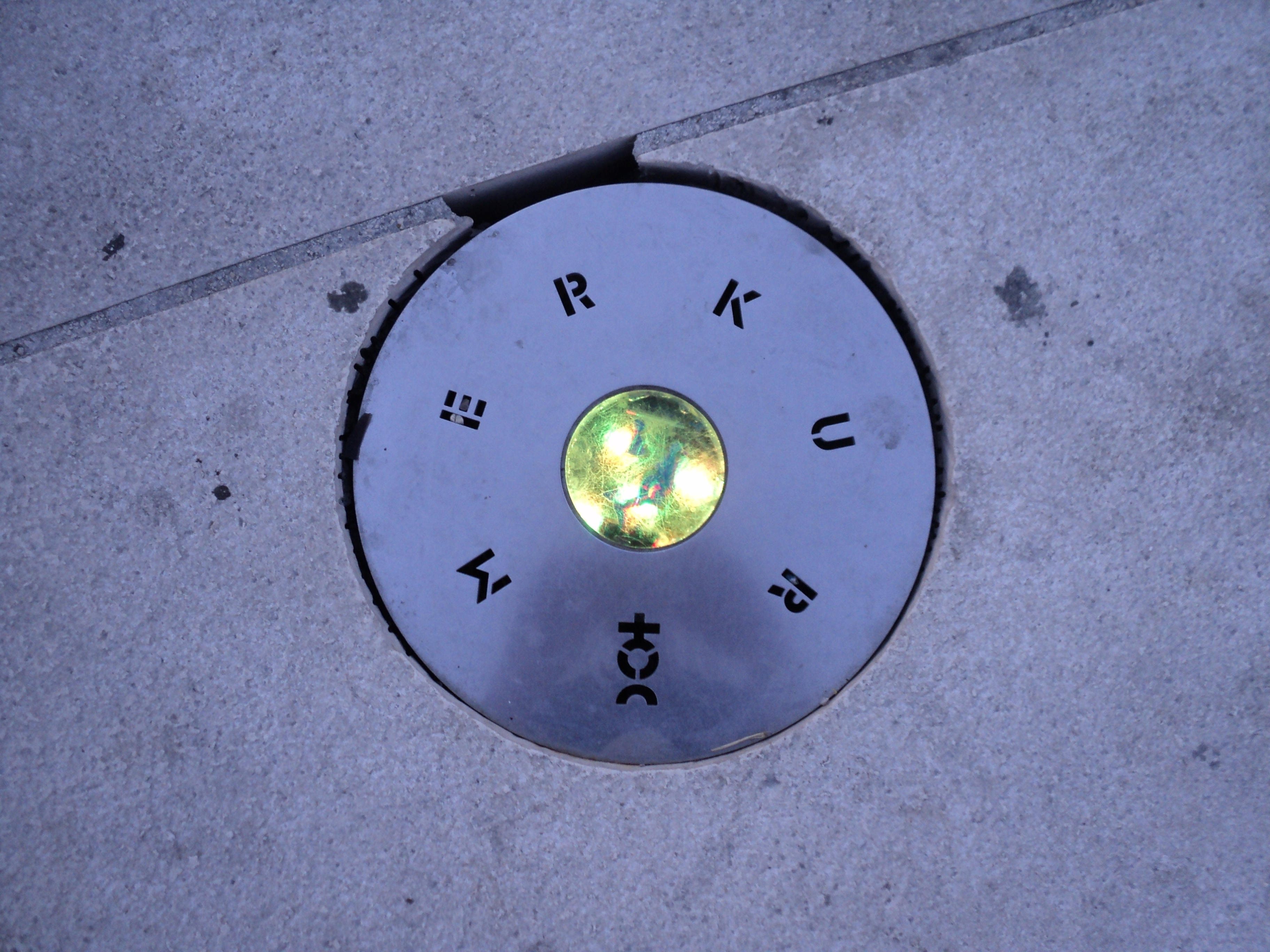
Меркурий
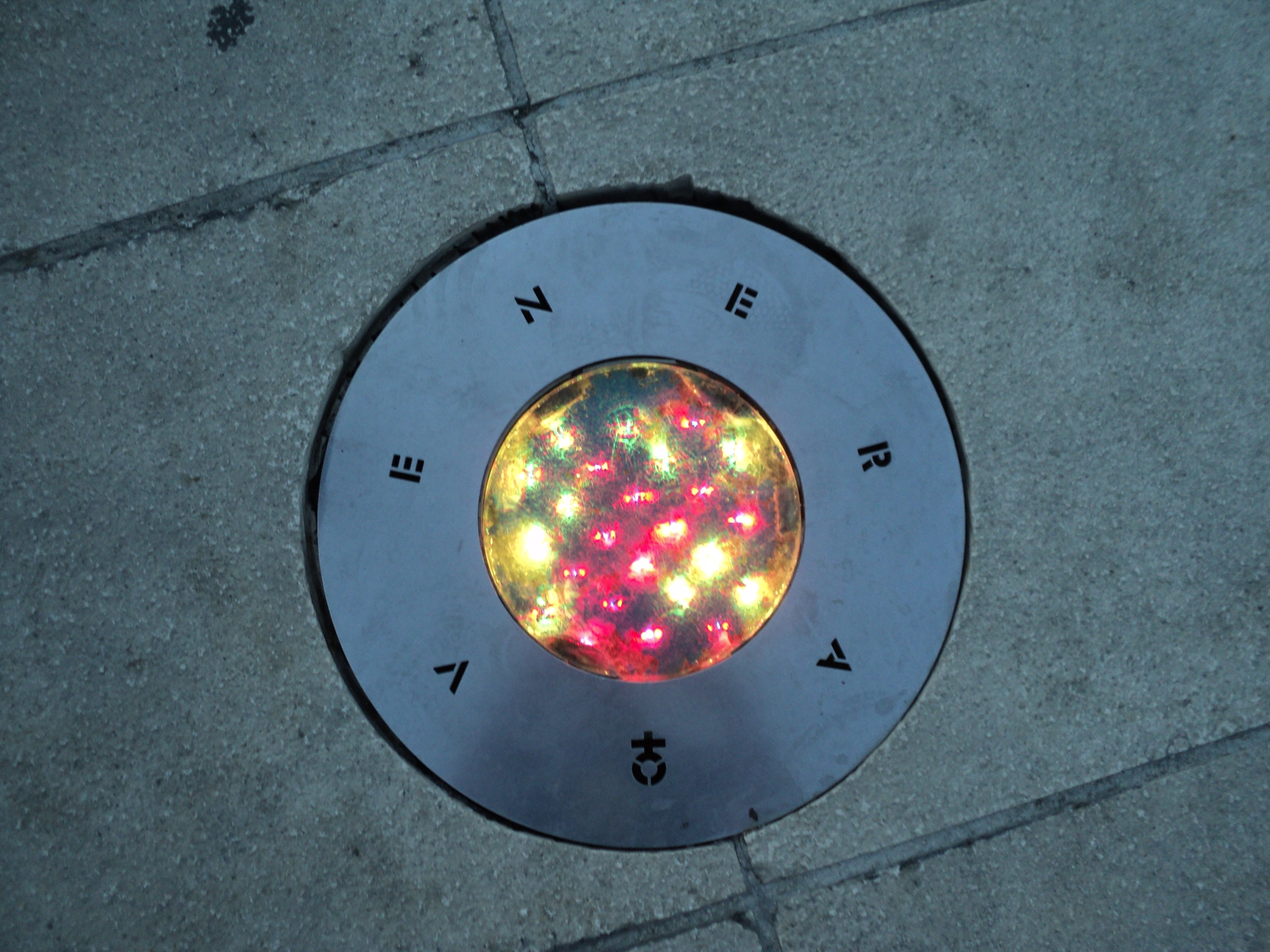
Венера
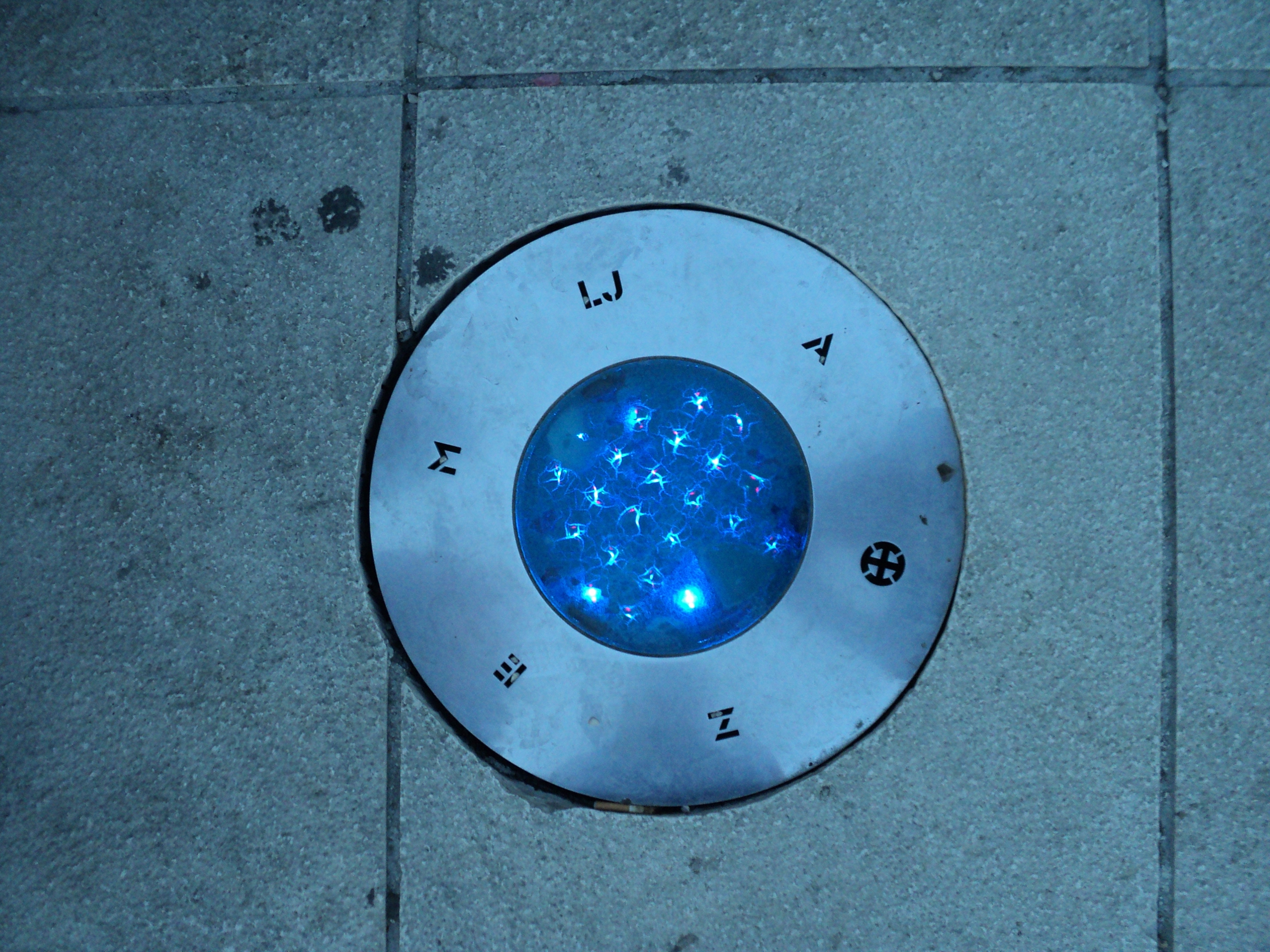
Земля
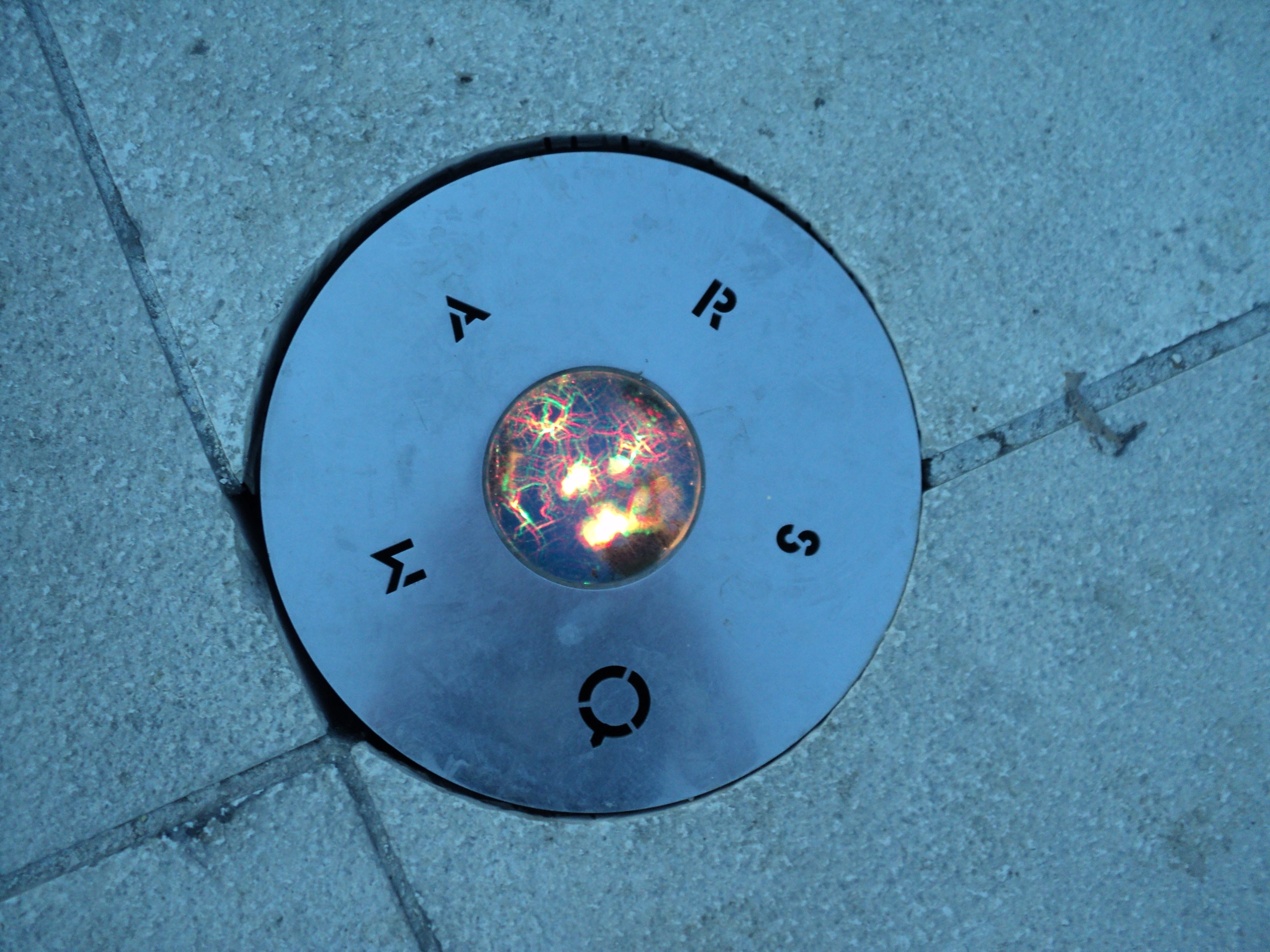
Марс
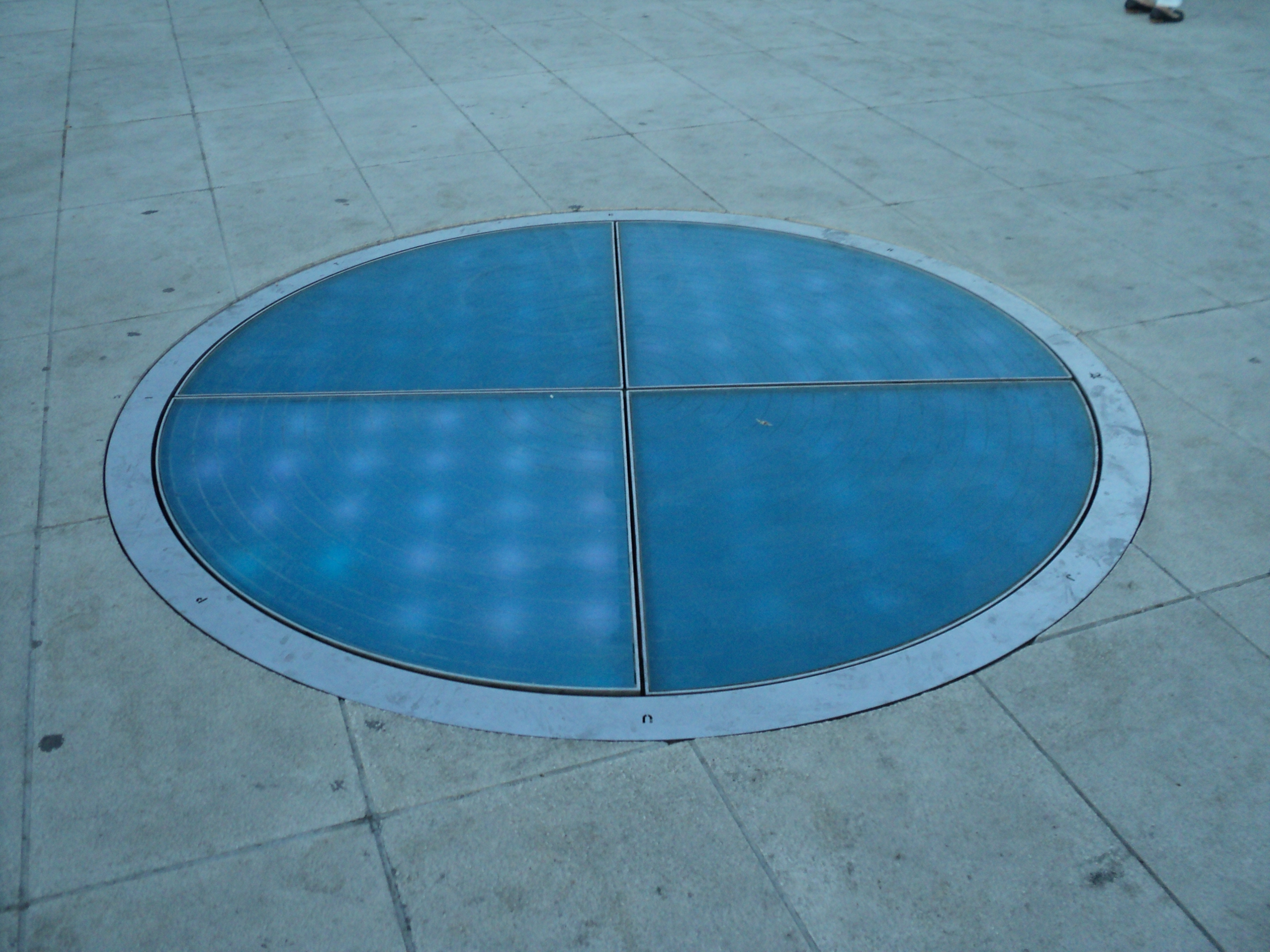
Юпитер
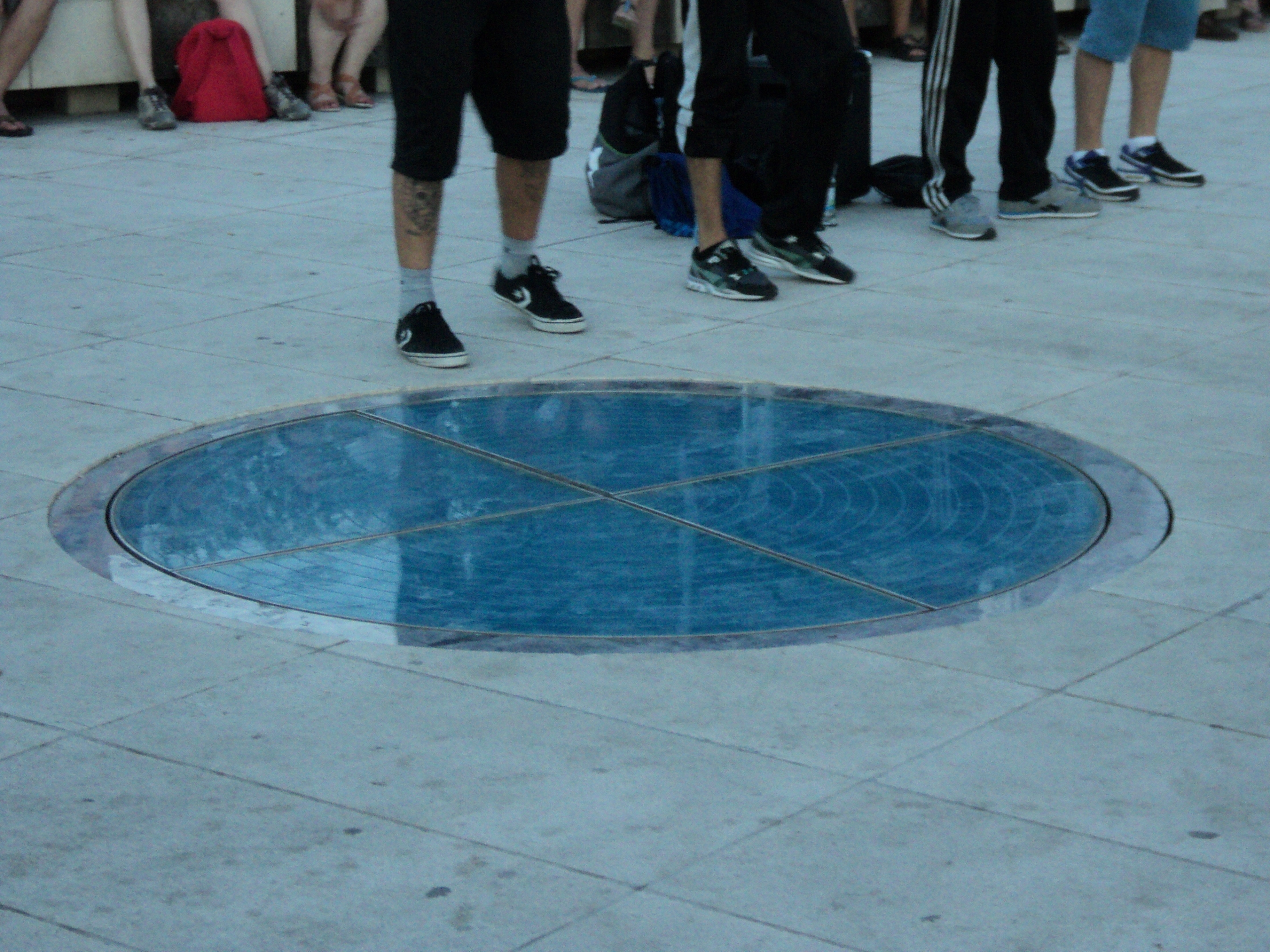
Сатурн
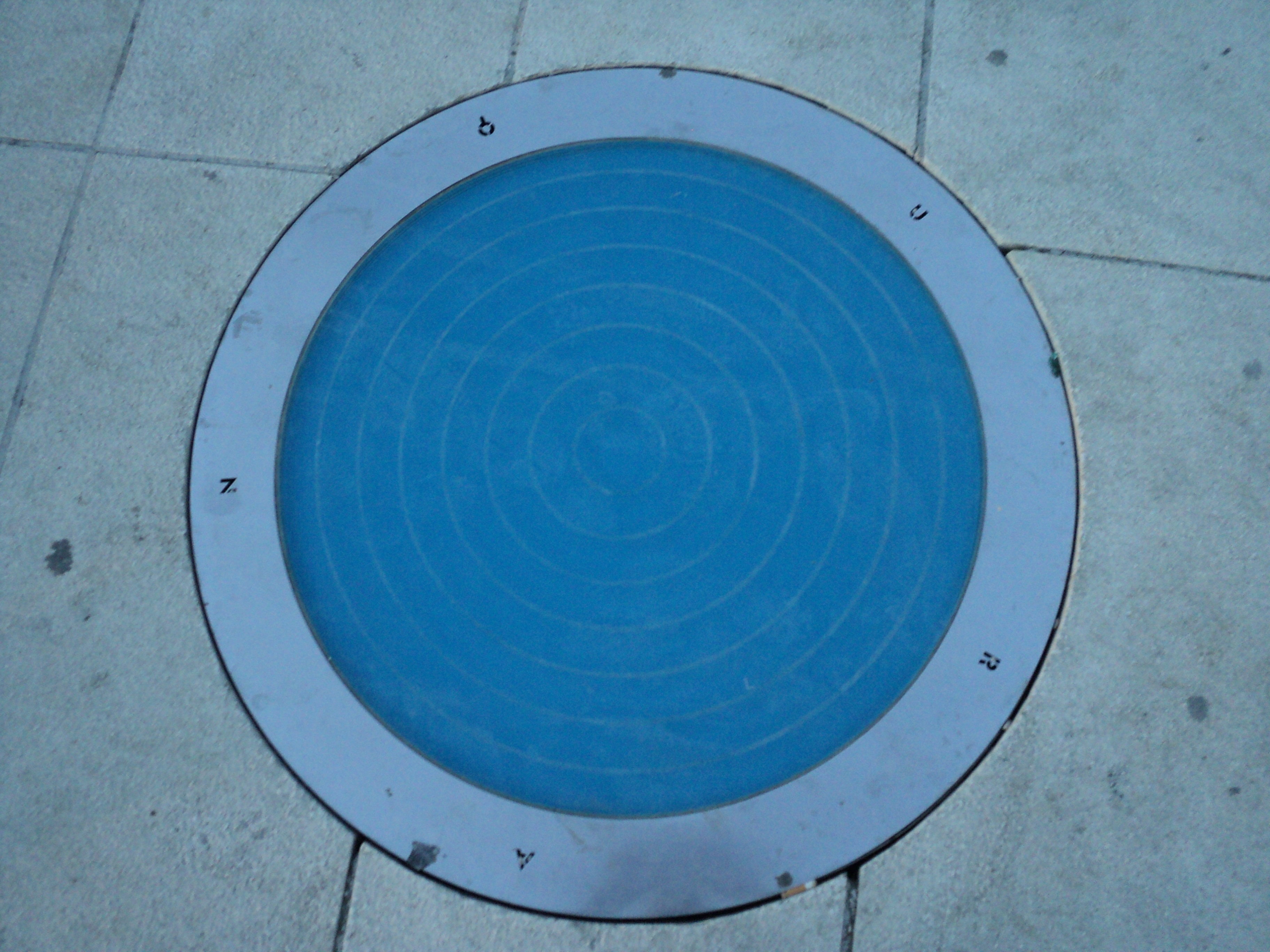
Уран
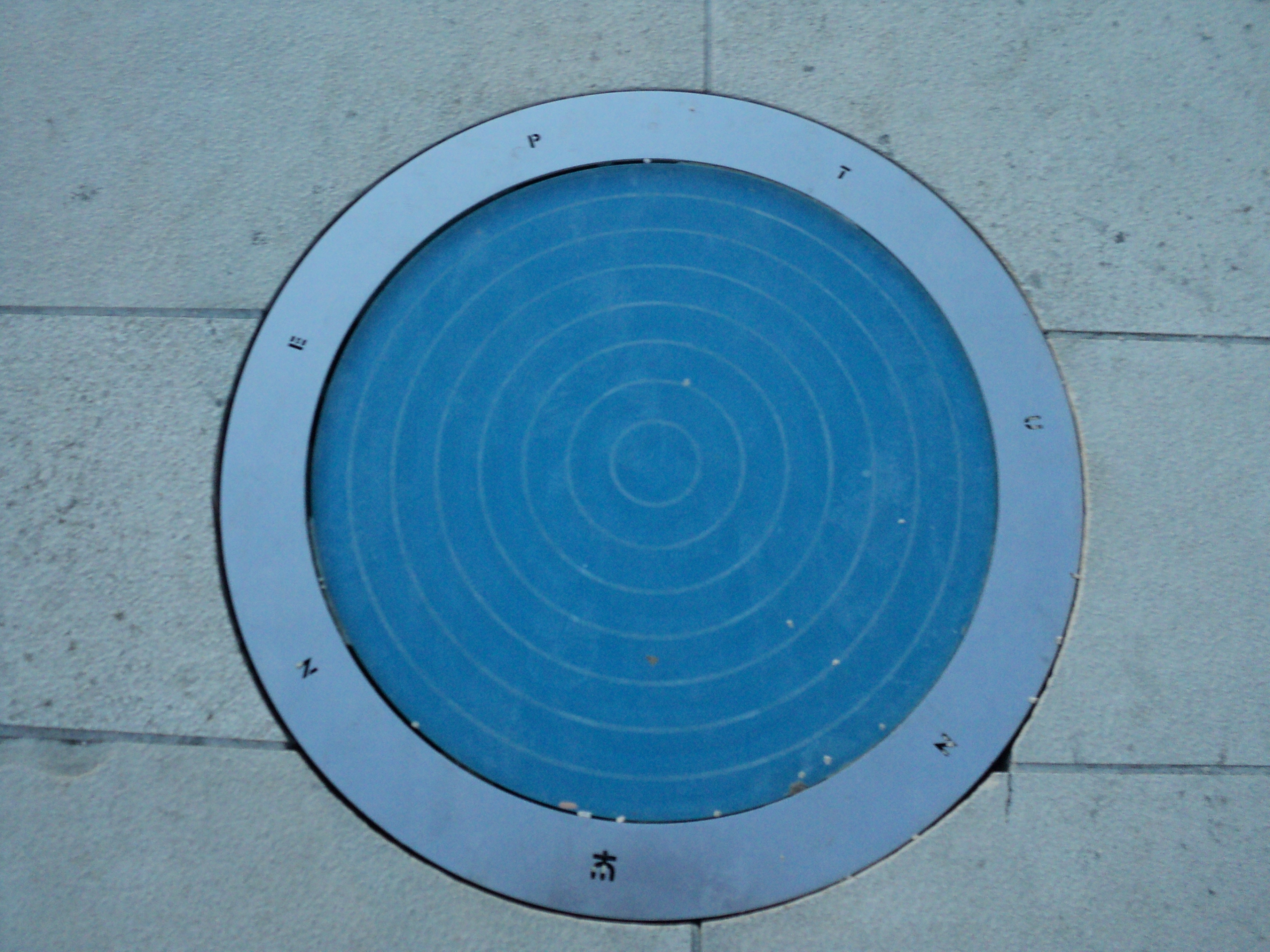
Нептун